# Eleição presidencial do Brasil no Território Federal de Rondônia em 1960
A eleição presidencial brasileira de 1960 foi realizado em 3 de outubro. Neste pleito, os cidadãos brasileiros aptos a votar escolheram Jânio Quadros como Presidente da República.
Para presidente, em Rondônia, o candidato do PSP, Ademar de Barros, recebeu 43,56% dos votos, já o candidato do PSD, Teixeira Lott, ficou com 32,96%, enquanto o candidato do PTN, Jânio Quadros, recebeu 23,48% dos votos. Foi o único território que Ademar de Barros saiu vencedor neste ano. A capital Porto Velho votou em Ademar, mas, a única cidade interiorânea à época, Guajará-Mirim, votou em Jânio.
Para vice, em Rondônia, o candidato do PDC, Fernando Ferrari, recebeu 42,73% dos votos, já o candidato do PTB, João Goulart, ficou com 42,12%, enquanto o candidato da UDN, Milton Campos, recebeu 15,15% dos votos. Assim como na eleição à presidência, houve contraste na votação do interior em relação à capital, tendo a capital votado em Ferrari e o interior votado em Jango.

## Resultados

### Presidência da República
| Partido | Candidato        | Votos | Porcentagem |
| ------- | ---------------- | ----- | ----------- |
| PSP     | Ademar de Barros | 2.301 | 43,56%      |
| PSD     | Henrique T. Lott | 1.741 | 32,96%      |
| PTN     | Jânio Quadros    | 1.240 | 23,48%      |

### Vice-presidência da República
| Partido | Candidato        | Votos | Porcentagem |
| ------- | ---------------- | ----- | ----------- |
| PDC     | Fernando Ferrari | 2.126 | 42,73%      |
| PTB     | João Goulart     | 2.096 | 42,12%      |
| UDN     | Milton Campos    | 754   | 15,15%      |

## Resultados por municípios

### Presidência da República
| Município     | Ademar de Barros PSP | Ademar de Barros PSP | Henrique Lott PSD | Henrique Lott PSD | Jânio Quadros PTN | Jânio Quadros PTN | Total |
| Município     | #                    | %                    | #                 | %                 | #                 | %                 | Total |
| ------------- | -------------------- | -------------------- | ----------------- | ----------------- | ----------------- | ----------------- | ----- |
| Guajará-Mirim | 475                  | 37,11%               | 272               | 21,25%            | 533               | 41,64%            | 1.280 |
| Porto Velho   | 1.826                | 45,63%               | 1.469             | 36,71%            | 707               | 17,66%            | 4.002 |
| Total         | 2.301                | 43,56%               | 1.741             | 32,96%            | 1.240             | 23,48%            | 5.282 |

### Vice-presidência da República
| Município     | Fernando Ferrari PDC | Fernando Ferrari PDC | João Goulart PTB | João Goulart PTB | Milton Campos UDN | Milton Campos UDN | Total |
| Município     | #                    | %                    | #                | %                | #                 | %                 | Total |
| ------------- | -------------------- | -------------------- | ---------------- | ---------------- | ----------------- | ----------------- | ----- |
| Guajará-Mirim | 390                  | 32,07%               | 495              | 40,71%           | 331               | 27,22%            | 1.216 |
| Porto Velho   | 1.736                | 46,17%               | 1.601            | 42,58%           | 423               | 11,25%            | 3.760 |
| Total         | 2.126                | 42,73%               | 2.096            | 42,12%           | 754               | 15,15%            | 4.975 |

1. ↑  «Resultado do Território Federal para Presidente»